# Platyprosthiogyne metameromelina
Platyprosthiogyne metameromelina är en tvåvingeart som beskrevs av Günther Enderlein 1910. Platyprosthiogyne metameromelina ingår i släktet Platyprosthiogyne och familjen svampmyggor.
Artens utbredningsområde är Seychellerna. Inga underarter finns listade i Catalogue of Life.